# 소니 EMCS
소니 EMCS(영어: SONY EMCS Corporation), (일본어: ソニーイーエムシーエス株式会社)는 2001년 소니의 일본 내에 있는 기존 생산시설 중 반도체를 제외한 10개 생산공장을 묶어 별도 법인으로 출범한 소니의 자회사이다.
소니의 전자 기기 · 장치의 개발, 제품 설계, 자재 조달, 생산, 물류, 고객 서비스, 수리 등 일련의 설계 · 생산 · 보충을 담당하고있다.
(EMCS)는 Engineering (개발 및 설계 등의 기술), Manufacturing (제조), Customer Services (고객 서비스)의 머리 글자를 나타낸다.